# بليحاء مهملة
البليحاء المهملة (باللاتينية: Reseda neglecta) نوع نباتي من جنس البليحاء.

## الموئل والانتشار
موطنها المغرب العربي.

## الوصف النباتي
نبات عشبي.